# Raphael Bouju
Raphael Bouju, född 15 maj 2002 i Amsterdam, är en nederländsk kortdistanslöpare.

## Karriär
Bouju föddes i Amsterdam i Nederländerna men flyttade som fyraåring med sin familj till England. I juli 2018 tog han guld på 100 meter vid U18-EM i Győr. I februari 2020 tog Bouju silver på 60 meter vid nederländska inomhusmästerskapen i Apeldoorn. I januari 2021 noterade han ett nytt nederländskt juniorrekord vid en tävling i Gent och kvalificerade sig samtidigt för inomhus-EM i Toruń. Bouju valde dock att inte deltaga vid inomhus-EM av risk för överbelastning.
I februari 2022 tog Bouju brons på 60 meter vid nederländska inomhusmästerskapen i Apeldoorn. I juni 2022 tog Boujuguld på 100 meter vid nederländska mästerskapen i Apeldoorn och noterade samtidigt ett nytt personbästa på 10,27 sekunder. Följande månad var Bouju en del av Nederländernas stafettlag på 4×100 meter som blev utslagna i försöksheatet. I augusti 2022 vid EM i München var han en del av Nederländernas stafettlag som slutade på fjärde plats på 4×100 meter.
I februari 2023 tog Bouju guld på 60 meter vid nederländska inomhusmästerskapen i Apeldoorn. Följande månad tävlade han på 60 meter vid inomhus-EM i Istanbul. Bouju förbättrade då sitt personbästa till 6,59 sekunder i försöksheatet, men gick sedan inte vidare från semifinalen.
I juni 2023 vid en tävling i Hengelo noterade Bouju ett nytt personbästa på 100 meter efter ett lopp på 10,09 sekunder och en vecka senare förbättrade han det ytterligare till 10,02 sekunder. Följande månad tog Bouju silver på både 100 och 200 meter vid U23-EM i Esbo. Under samma månad tog han även guld på 100 meter och silver på 200 meter vid nederländska mästerskapen i Breda. I augusti 2023 tävlade Bouju vid VM i Budapest, där han blev utslagen i semifinalen på 100 meter efter att ha slutat femma i sitt semifinalheat.

## Tävlingar

### Internationella
| År                         | Tävling                        | Plats                      | Placering                  | Gren                       | Tid                        |
| Tävlande för Nederländerna | Tävlande för Nederländerna     | Tävlande för Nederländerna | Tävlande för Nederländerna | Tävlande för Nederländerna | Tävlande för Nederländerna |
| -------------------------- | ------------------------------ | -------------------------- | -------------------------- | -------------------------- | -------------------------- |
| 2018                       | Ungdomseuropamästerskapen      | Győr                       | 1:a                        | 100 meter                  | 10,64 s                    |
| 2022                       | Världsmästerskapen             | Eugene                     | 13:e (h)                   | 4×100 m stafett            | 39,07 s                    |
| 2022                       | Europamästerskapen             | München                    | 4:e                        | 4×100 m stafett            | 38,25 s                    |
| 2023                       | Europeiska inomhusmästerskapen | Istanbul                   | 9:e (sf)                   | 60 meter                   | 6,61 s                     |
| 2023                       | U23-europamästerskapen         | Esbo                       | 2:a                        | 100 meter                  | 10,17 s                    |
| 2023                       | U23-europamästerskapen         | Esbo                       | 2:a                        | 200 meter                  | 20,68 s                    |
| 2023                       | U23-europamästerskapen         | Esbo                       | –                          | 4×100 m stafett            | 0DNF0                      |
| 2023                       | Världsmästerskapen             | Budapest                   | 20:e (sf)                  | 100 meter                  | 10,20 s                    |

### Nationella
| - Nederländska friidrottsmästerskapen (utomhus): - 2022: Guld – 100 meter (10,27 sekunder, Apeldoorn) - 2023: Guld – 100 meter (10,15 sekunder, Breda) - 2023: Silver – 200 meter (21,07 sekunder, Breda) | - Nederländska friidrottsmästerskapen (inomhus): - 2020: Silver – 60 meter (6,70 sekunder, Apeldoorn) - 2022: Brons – 60 meter (6,71 sekunder, Apeldoorn) - 2023: Guld – 60 meter (6,64 sekunder, Apeldoorn) |

## Personliga rekord
| Utomhus - 100 meter – 10,02 s (Genève, 10 juni 2023) - 200 meter – 20,65 s (Oordegem, 27 maj 2023) | Inomhus - 60 meter – 6,59 s (Istanbul, 4 mars 2023) |